# Tyromyces chioneus
Tyromyces chioneus (Fr.) P. Karst., Revue mycol., Toulouse 3(9): 17 (1881), è un fungo appartenente alla famiglia Polyporaceae ed è un agente patogeno delle piante. Ricerche scientifiche hanno accertato che questo fungo contiene sesquiterpeni che hanno attività anti-HIV

## Descrizione della specie

### Cappello
Fino a 18 cm di diametro, spesso fino a 2 mm, reniforme, convesso o appianato
Cuticolaglabra, bianca

### Tubuli
Bianchi, lunghi 1,5–5 mm.

### Pori
Biancastri, 3-5 per millimetro, circolari o angolosi.

### Carne
molle, elastica

## Microscopia
Spore3-5 x 1-2 µm, allantoidi, ellissoidali, bianche in massa.

## Habitat
Fungo saprofita, fruttifica su tronchi morti di latifoglia, raramente aghifoglia, in primavera-autunno.

## Commestibilità
Non commestibile.

## Nomi comuni
- (FR)  Polypore blanc
- (EN)  White Cheese Polypore

## Sinonimi e binomi obsoleti
- Bjerkandera chionea (Fr.) P. Karst., Acta Soc. Fauna Flora fenn. 2(1): 29 (1881)
- Boletus candidus Pers., Synopsis Methodica Fungorum (Göttingen) 2: 524 (1801)
- Leptoporus albellus (Peck) Bourdot & L. Maire, Bulletin de la Société Mycologique de France 36: 83 (1920)
- Leptoporus albellus subsp. chioneus (Fr.) Bourdot & Galzin, Bull. trimest. Soc. mycol. Fr. 41: 125 (1925)
- Leptoporus chioneus (Fr.) Quél., Enchir. fung. (Paris): 176 (1886)
- Leptoporus lacteus f. albellus (Peck) Pilát, Atlas des Champignons de l'Europe, Ser. B 3: 188 (1938)
- Polyporus albellus Peck, Ann. Rep. N.Y. St. Mus. nat. Hist. 30: 45 (1878) [1877]
- Polyporus chioneus Fr., Observ. mycol. (Havniae) 1: 125 (1815)
- Polystictus chioneus (Fr.) Gillot & Lucand, Bulletin de la Société d'Histoire naturelle d'Autun 3: 172 (1890)
- Tyromyces albellus (Peck) Bondartsev & Singer, Annales Mycologici 39(1): 52 (1941)
- Ungularia chionea (Fr.) Lázaro Ibiza, Revta R. Acad. Cienc. exact. fis. nat. Madr. 14: 670 (1916)